# Gakkō no kaidan
Gakkō no kaidan (jap. 学校の怪談) – 20-odcinkowy telewizyjny serial anime, emitowany od 22 października 2000 do 25 marca 2001 roku. Seria ta stanowi adaptację serii powieści o tym samym tytule autorstwa Tōru Tsunemitsu.
W Europie był nadawany na antenie stacji Animax, m.in. w Czechach i Rumunii. Serial ma również swoją anglojęzyczną wersję, której dubbing został całkowicie przerobiony, zmieniając całkowicie koncept oraz gatunek serialu.

## Fabuła
Rodzeństwo Satsuki i Keiichirou Miyanoshita dochodzą do równowagi po tragicznej śmierci matki Kayako. Dzieci przeprowadzają się do rodzinnego miasta nieżyjącej matki, gdzie zaczynają chodzić do szkoły. Poznają tam nowych przyjaciół. Obok aktualnego budynku szkoły znajdują się opuszczone pomieszczenia, które podobno są nawiedzone. Okazuje się, że wiele lat temu budynek i całe zamieszkiwały duchy. Jednak zostały wygnane i uwięzione przez nieżyjącą matkę dzieci. Teraz zostały przez przypadek uwolnione i chcę zemsty. Matka Satsuki i Keiichirou zostawia książkę, w której opisano, jak pozbyć się duchów. Rodzeństwo razem z nowymi przyjaciółmi ze szkoły walczy z duchami. W zmaganiach towarzyszy im domowy kot.